# Clemson (Carolina del Sur)
Clemson es una ciudad ubicada en el condado de Pickens y condado de Anderson en el estado estadounidense de Carolina del Sur. La ciudad en el año 2000 tiene una población de 11.939 habitantes en una superficie de 20,2 km², con una densidad poblacional de 625.7 personas por km². 

## Geografía
Clemson se encuentra ubicada en las coordenadas 34°41′6″N 82°48′53″O / 34.68500, -82.81472. Según la Oficina del Censo, la ciudad tiene un área total de 20,2 km² (7,8 mi²), de la cual 19,1 km² (7,4 mi²) es tierra y 1,1 km² (0,4 mi²) (5.39%) es agua.
La ciudad está situada en la Sección de Piamonte en el estado de Carolina del Sur, en las estribaciones de los Montes Apalaches y en las orillas del Lago Hartwell.

## Demografía
En el 2000 la renta per cápita promedia del hogar era de $26.892, y el ingreso promedio para una familia era de $61.071. El ingreso per cápita para la localidad era de $19.272. En 2000 los hombres tenían un ingreso per cápita de $39.318 contra $28.663 para las mujeres. Alrededor del 33.10% de la población estaba bajo el umbral de pobreza nacional. 
La población no corresponde con la adicional en el campus de la Universidad de Clemson, que suma aproximadamente 17.000 residentes adicionales durante ocho meses del año.

### Localidades adyacentes
El siguiente diagrama muestra a las localidades en un radio de 16 kilómetros (9,9 mi) de Clemson.

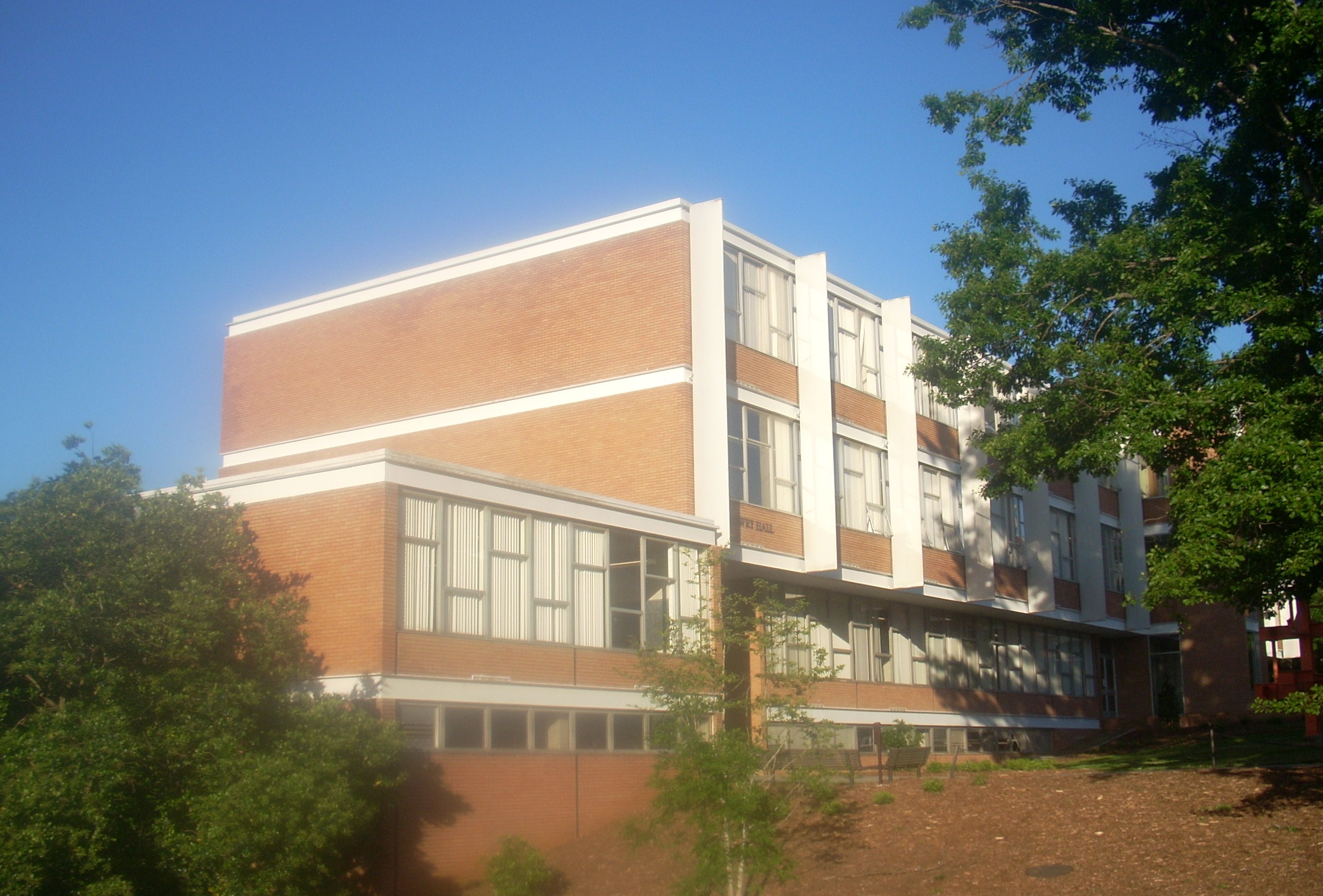
Salón de Lowry, de la Universidad de Clemson.

## Universidad
Clemson es la sede de la Universidad de Clemson, una universidad pública fundada en 1889. Su equipo deportivo, los Clemson Tigers, ha ganado quince campeonatos de fútbol americano en la Atlantic Coast Conference y dos campeonatos nacionales.

## Lugares de interés
- Jardín Botánico de Carolina del Sur.